# Moosweiblein
Moosweiblein sind weibliche Waldgeister der deutschen Sage. Sie werden zu den armen Seelen gezählt.
Moosweiblein treten in Sachsen, Thüringen, an der Saale, im Orlagau, im Harz, im Vogtland, in der Oberpfalz, im Bayerischen Wald, in Franken, in Oberfranken, im Böhmerwald, um Warnsdorf in Nordtschechien, im Riesengebirge und in Westfalen auf.

## Namen
Für Moosweiblein werden verschiedene Namen verwendet. Andere Namen mit dem Namensbestandteil Moos- sind beispielsweise Moosweibchen, Moosfräulein und Moosfräule.
Der Namensbestandteil Holz- kommt in den Namen Holzfräulein, Holzfrau, Holzfräule, Holzfralerl, Holzfrala, Hulzfral, Holzweiblein, Holzweibchen und Holzweibel vor.
Namensvariationen mit der Erstsilbe Busch- sind beispielsweise Buschweibchen, Buschweiblein, Buschfräulein und Buschjungfer.
Der Namensbestandteil Wald- kommt in den Namen Waldweiblein, Waldweibchen, Waldweibel, Waldweib, Waldweibigen, Waldfrau und Waldfräulein vor.
Weitere Namen sind Rüttelweib, Rüttelweiblein und Lohjungfer.

## Aussehen
Das Aussehen von Moosweiblein wird verschieden beschrieben. Allgemein sind sie von kleiner Gestalt. Die genauen Größenangaben schwanken von einer Höhe von drei Fuß bis zur Größe drei-, vier-, oder fünfjähriger Kinder. Sie sind hässlich, bieten einen unschönen Anblick. Teilweise sind sie ganz moosig, wie Wickelwerg, ohne bestimmte Gestalt oder zumindest zottig, struppig, am ganzen Körper behaart. Manche Moosweiblein sind auch bucklig, zumindest oft zusammengeschrumpft oder tiefgebückt. Im Allgemeinen werden sie als alt und grau beschrieben, manchmal sogar steinalt genannt.
Ihre Gesichter sind alt und runzlig, manchmal auch grau, mit schwarzen Augen, die zum Teil auch halb verblindet sein können. Der Kopf, wenn er angefasst wird, fühlt sich eiskalt an. Moosweiblein haben lange schneeweiße Haare in wilder Unordnung, seltener auch schwarze Haare oder gelbe Haare. Auf Gesichtern oder Füßen wächst manchmal Moos. Die Moosweiblein haben feine, quäkende Stimmen.
Auch die Kleidung der Moosweiblein kann so verschiedenartig sein wie ihr Aussehen. Manchmal sind sie zerlumpt oder sogar nackt, sind schwarz gekleidet oder tragen alte graue Kleidung. Am häufigsten jedoch sind sie mit Moos bekleidet. Sie tragen Kleider aus Moos, insbesondere aus Baummoos wie auch aus anderen Waldgewächsen, oder sind in Moos gekleidet, welches sie wie eine Decke oder ein Fell umgibt. Sie kleiden sich zudem in Flachshalme, sind manchmal ganz in Flachshalme eingewickelt. Zur Ausstattung des Moosweibleins gehört oft auch eine heraufgebundene Schürze, die manchmal von gelbbrauner Farbe sein kann. Moosweiblein laufen stets barfuß.
Sie tragen manchmal eine Hocke Holz im Korb auf dem Rücken oder Reisholz in Schürze. Diese Rückenkörbe bestehen aus ungeschälten Weiden. Außerdem stützen sich Buschweibchen und Holzfräulein auf einen knotigen Stock, der ihren wankenden Gang stützt.

## Leben im Wald
Die Moosweiblein leben im Wald. Sie wohnen auf der Heide, an dunklen Orten im Holz oder im tiefsten Wald. Ihre Behausung ist ein Erdloch, ein hohler Baum, ein Häuslein aus Baumwurzeln oder eine Mooshütte. Sie schlafen auf Moos und betten auch ihre Kinder auf Moos oder Rinde.
Moosweiblein leben häufig in Großfamilien und können Kinder bekommen. Oft sind sie mit Holzmännlein verheiratet, gehen aber auch Liebschaften mit Menschen ein.
Sie spinnen Baummoos mit Spindeln, sitzen an Kreuzwegen spinnend oder strickend im Busch. Ihre Kleider waschen sie an kleinen Teichen, sind dabei jedoch am liebsten unbeobachtet.
Moosweiblein verstehen sich aufs Kuchenbacken. Wenn sie backen, dann dampfen die Berggipfel. Aufsteigender Bergnebel im Frühling und Herbst wird als Herdrauch des Buschweibchens angesehen. Wenn sie danach gefragt werden, schenken die Moosweiblein ihren Kuchen auch den Menschen. Bei Brotmangel ernähren sie sich allerdings eher von Baumwurzeln.
Die Moosweiblein singen lieblich, doch unverständlich, meist zur Mittagszeit oder um Mitternacht. Wenn es im April hagelt, so steigt das Buschweibchen über das Gebirge. Im Wirbelwind fliegen hingegen die Buschjungfern. Manche Moosweiblein verlassen den Wald nur alle hundert Jahre einmal. Wenn der Bast vom Baum geschält wird bedeutet das zugleich immer, dass ein Moosweiblein sterben muss.

## Kontakte mit den Menschen
Moosweiblein sind kräuterkundig und verstehen sich sowohl auf die Sendung als auch auf die Heilung von Krankheiten. Werden sie von Menschen verspottet, so schicken sie ihnen Gebrechen. Das kann auf verschiedene Arten geschehen. Sie können die Leute dermaßen drücken, dass sie krank und elend werden und sich ihnen aufhocken, sodass die Leute lahm werden. Sie können sie aber auch anhauchen, wovon die Menschen Beulen oder Geschwüre im Gesicht bekommen. Außerdem besitzen Moosweiblein das Wissen um die Zukunft.
Moosweiblein lohnen Menschen, indem sie ihnen Holzspäne oder Laub schenken, welches sich in Gold verwandelt. Sie schenken auch Garnknäuel, die nicht enden, wenn ihr Ende nicht vorsätzlich gesucht wird, oder Gespinste und Strickwaren, die Glück und Segen ins Haus bringen. Ihren Dank zeigen die Moosweiblein auch mit gutgemeinten Ratschlägen und Warnungen. Zudem behüten sie die Kinder im Wald, führen die Leute nachts ohne Irrwege aus dem Wald oder lassen sie Hirsch- und Rehgeweihe finden.
Andererseits stehlen Moosweiblein Brot und Knödel von den Menschen, das Brot frisch aus dem Ofen, die Klöße aus den Töpfen. Kümmelbrot vertragen sie jedoch nicht, weshalb sie ausrufen: Kümmelbrot, unser Tod. Gleiches gilt für „gepiptes“ Brot, also Brot, in welches die Fingerspitze gedrückt wurde. Auch gezählte Backwaren können sie nicht anrühren. Hingegen gehören den Moosfräulein rechtmäßig ein Teil des Heuschnittes und das Wasser, welches beim Schöpfen Tropfen am Gefäßrand bildet, außerdem ein Teil der Leinsaat, der Flachshalme, der Getreideähren und des Baumobstes sowie das Mehl, welches am Kübelrahmen hängenbleibt, und die übriggebliebenen Brotkrümel.
Moosweiblein erlauben das Holzsammeln im Wald, wenn sie zuvor ein Brotstück oder einen Kloß als Gabe erhalten. Sie springen auf Heuschober und spielen wie Kinder.
Manchmal gehen Moosweiblein den Menschen hilfreich mit Tat und Rat zur Hand. Sie kehren in den Häusern der Menschen ein und verrichten verschiedene Arbeiten, so spinnen sie des Nachts Flachs und Wolle, sie scheuern, füttern, melken, mähen, helfen beim Heumachen und Kornschneiden. Erhalten die Moosweiblein Speisen von Hirten, so segnen sie deren Kühe, die daraufhin mehr Milch geben. Anderen schützen sie ihr Arbeitsgerät vor Dieben. Als Hausgeister bringen Moosweiblein Glück und Segen, erhalten dafür aber auch Speiseopfer. Das Fluchen und die Laster der Menschen sind ihnen zuwider. Sie lieben die Stille, hassen Zank und Flüche, werden dadurch auch vertrieben, wie sie auch auf Nimmerwiedersehen verschwinden, wenn sie neue Kleidung geschenkt bekommen.

## Verhältnis zur wilden Jagd
Moosweiblein werden erbarmungslos vom wilden Jäger und der wilden Jagd gejagt und getötet. Der sie verfolgende Jäger und seine Schar haben je nach Region unterschiedliche Namen, so Nachtjäger oder Holzhetzer. Johannes Praetorius, der den Nachtjäger mit Rübezahl gleichsetzte, übertrug auf diesen auch das Sagenmotiv der Jagd auf Moosweiblein und Rüttelweiber. Er berichtete auch von einem Kampf, den Rübezahl mit einem Moosweiblein um sein Territorium gehalten haben soll.
Das Einzige, was Moosweiblein Schutz vor der wilden Jagd gewährt, ist ein Baumstumpf, in welchen ein Holzfäller mit der Axt das Kreuzzeichen geschlagen hat. Manchmal müssen es jedoch auch drei Kreuze sein oder es muss dabei „Gott wael's!“ (Gott walte es) gesprochen worden sein. Bei „Wael's Gott!“ hat der Baumstumpf keine Schutzwirkung. Bei drei Kreuzen heißt es manchmal, dass zwei Holzfäller die Kreuze einschlagen müssen, ehe der Baum ganz zu Boden gefallen ist. Auch bekreuzte Gebrauchsgegenstände, beispielsweise Karrendeichseln Eggen und Pflüge, gewähren Moosweiblein Schutz. Auch werden die letzten Flachshalme bei der Ernte zusammengebunden, damit die Moosweiblein darunter Zuflucht finden können.
Von den bekreuzten Baumstümpfen heißt es des Weiteren unabhängig von der wilden Jagd, dass die Moosweiblein durch das Kreuzeinhauen ihre Wohnung im Baum behalten können oder gar auf diese Weise selbst unschädlich gemacht werden.

## Buschgroßmutter
Als Herrin der Moosweiblein wird an der Saale die Buschgroßmutter bezeichnet. Die Buschgroßmutter ist genau genommen die Mutter der Moosweiblein (hier: Moosfräuleins), mit welchen sie im Lande umherzieht, meist in einem kleinen Rollwagen. Sie hat wirres Haar und einen starren Blick. Die Buschgroßmutter ist auch ein Kinderschreck. Sie entspricht der andernorts verbreiteten Frau Holle oder Perchta. Die Buschgroßmutter tritt auch in Schlesien auf und heißt dort Pusch-Grohla. Während sie von den Mythologen des 19. Jahrhunderts als Königin der Moosleute betrachtet wurde, ist sie doch eher ein primitiver Walddämon.

## Ähnliche Sagengestalten
Den Moosweiblein ähnliche Gestalten der deutschsprachigen Sagenwelt sind einerseits die wilden Weiber in Hessen, im Rheinland und in Baden, andererseits die Fanggen und die saligen Frauen in Tirol.

### Sagensammlungen
- Wilhelm Grimm, Jacob Grimm: Deutsche Sagen: Vollständige Ausgabe mit Illustrationen von Otto Ubbellohde. Kassel 1818. (Nachdruck: Nikol, Hamburg 2014, ISBN 978-3-86820-245-8)
- Ludwig Bechstein: Deutsches Sagenbuch. Meiningen 1852. (Nachdruck im F. W. Hendel Verlag, Meersbusch, Leipzig 1930)
- Ludwig Bechstein: Thüringer Sagenbuch. Band 2, Coburg 1858. (Nachdruck: Verlag Rockstuhl, Bad Langensalza 2014, ISBN 978-3-936030-08-2)
- Edmund Mudrak: Das große Buch der Sagen. Ensslin, Würzburg 2007, ISBN 978-3-401-45307-1.
- Hans-Jörg Uther: Sächsische Sagen. Eugen Diederichs Verlag, München 1992.
- Josef Virgil Grohmann: Sagen-Buch von Böhmen und Mähren. Prag 1863. (Nachdruck: Holzinger, Berlin 2013, ISBN 978-1-4849-7919-8)
- Leander Petzoldt: Deutsche Volkssagen. Marix Verlag, Wiesbaden 2007, ISBN 978-3-86539-138-4.

### Mythologische Forschung und Lexika
- Jacob Grimm: Deutsche Mythologie: Vollständige Ausgabe. Berlin 1844. (Nachdruck: Marix-Verlag, Wiesbaden 2014, ISBN 978-3-86539-143-8)
- Wolfgang Golther: Germanische Mythologie: Vollständige Ausgabe. Leipzig 1859. (Nachdruck: Marix-Verlag, Wiesbaden 2011, ISBN 978-3-937715-38-4)
- Felix Dahn, Therese Dahn: Germanische Götter- und Heldensagen. Leipzig 1919. (Nachdruck: Marix-Verlag, Wiesbaden 2010, ISBN 978-3-937715-39-1)
- Wilhelm Mannhardt: Wald und Feldkulte. Band I, Danzig 1874. (Nachdruck: Elibron Classics, 2005, ISBN 1-4212-4740-2)
- Karl de Wyl: Rübezahl-Forschungen: Die Schriften des Johannes Praetorius. Breslau 1909. (Nachdruck: Salzwasser Verlag, Paderborn 2012, ISBN 978-3-8460-1198-0)
- Richard Beitl: Untersuchungen zur Mythologie des Kindes: herausgegeben von Bernd Rieken und Michael Simon. Teilw. zugl.: Berlin, Univ., Habil.-Schr. R. Beitl, 1933, Waxmann Verlag, Münster / New York / München / Berlin 2007, ISBN 978-3-8309-1809-7.
- Christa Agnes Tuczay: Geister, Dämonen – Phantasmen: Eine Kulturgeschichte. Marix Verlag, Wiesbaden 2015, ISBN 978-3-7374-0972-8.
- Leander Petzoldt: Kleines Lexikon der Dämonen und Elementargeister. Verlag C.H. Beck, München 1990, ISBN 3-406-34019-9.